# ザ・ハリス・ポール
ザ・ハリス・ポール（The Harris Poll、Harris Insights and Analytics）は、1963年以来、アメリカ合衆国の成人の感情、行動、モチベーションを追跡しているアメリカの市場調査・分析会社。
ザ・ハリス・ポールは、1956年にルイス・ハリス&アソシエイツを設立した世論調査員のルイス・ハリスによって設立された。